# Союз-25
Союз-25 — космічний корабель (КК) серії «Союз», типу Союз 7К-Т(А9). Серійний номер 42. Реєстраційні номери: NSSDC ID: 1977-099A; NORAD ID: 10401. Перший запланований політ на станцію Салют-6. Невдалі спроби зістикуватись.

## Екіпаж
- Основний

Командир Ковальонок Володимир Васильович
Бортінженер Рюмін Валерій Вікторович
- Дублерний

Командир Романенко Юрій Вікторович
Бортінженер Іванченков Олександр Сергійович
- Резервний

Командир Ляхов Володимир Афанасійович
Бортінженер Гречко Георгій Михайлович

## Політ
9 жовтня 1977 року о 02:40:35 UTC з космодрому Байконур ракетою-носієм Союз-У (11А511У) запущено КК Союз-25 з екіпажем Ковальонок/Рюмін.
За програмою мало відбутись стикування корабля Союз-25 до переднього стикувального вузла орбітальної станції Салют-6. Екіпаж корабля Союз-25 мав бути першим довготривалим екіпажем на борту станції.
Перший етап стикування Союз-25 і Салют-6 пройшов нормально, однак не відбулось стягування двох космічних апаратів і з'єднання всіх комунікацій. Місце стику було негерметичним, тому екіпаж не міг перейти в станцію. Здійснено ще дві спроби зістикуватись, але обидві невдалі. Витрачено все паливо в основних баках, і для подальшої роботи рушійної установки вперше взято паливо з резервного бака.
11 жовтня о 03:25:20 UTC успішно приземлився за 185 км на північний захід від міста Цілиноград.
Імовірно, причиною невдачі був несправний стикувальний вузол корабля Союз-25. Стикувальний вузол станції Салют-6 був справним, що підтвердив перший вихід у відкритий космос першого основного екіпажу станції, який прибув на кораблі Союз-26. Стикувальний вузол корабля Союз-25 згорів у атмосфері, тому точна причина невдачі не встановлена.